# Велабр
Велабр (лат. Velabrum, итал. Velabro) — в античном Риме название некогда болотистой местности, которая располагалась между северо-западным склоном Палатина и Капитолием, с одной стороны, и Тибром, с другой. По легенде, на этом болоте Фаустул нашёл Ромула и Рема.
После строительства Большой Клоаки Велабр был осушён, но оставался подвержен наводнениям Тибра, пока уровень местности не был возвышен после пожара при Нероне.
Бывшее болото стало кварталом города, где в том числе располагался рынок, во времена империи «самое оживлённое место в городе», с бойкой торговлей.
Плутарх описывает, почему болото называлось Велабр: «во время частых наводнений Тибра нужно было переправляться по нему на лодках, иначе нельзя было попасть на форум. Такой способ переправы назывался „велатура“. Возможно, название идёт от „велум“ — „парус“, так как с того места, улица от форума до цирка устилалась парусами».
Светоний рассказывает, что в квартале Велабр Цезарь, отмечая галльский триумф, едва не упал с колесницы, так как сломалась ось.
На территории Велабра находятся античные памятники Арка Януса и Арка аргентариев, а также церковь Сан-Джорджо-ин-Велабро.